# Új színek
Új színek (węg. Nowe kolory) – drugi i ostatni studyjny album węgierskiego zespołu rockowego Color, wydany w 1982 roku na LP przez Hungaroton-Pepita. W 1999 roku nastąpiło jego wznowienie przez Hungaroton-Mambó na CD, a album zawierał wówczas osiem bonusowych utworów.

## Lista utworów
1. "Az orvos válaszol" (3:14)
2. "Meséltél" (4:18)
3. "Féltelek" (4:11)
4. "Elvesz a Föld" (4:42)
5. "Segíts!" (4:39)
6. "Bűvös kocka" (4:02)
7. "Arról jöttem én" (4:12)
8. "Úgy kell" (4:45)
9. "Nyár" (3:30)
10. "Jöhet egy új felvonás" (3:14)

### Bonus
1. "Forróvérű vagy" (3:38)
2. "Soha nem kértem kegyelmet" (3:11)
3. "A legkisebb fiú" (3:50)
4. "Hé, lány, olyan szexi vagy" (4:31)
5. "Meggyógyulsz, tudom" (4:57)
6. "Narancsszínű kép" (3:44)
7. "Élek" (4:31)
8. "Jön még..." (3:58)

## Wykonawcy
- Attila Bokor – wokal, instrumenty perkusyjne
- Gyula Bokor – wokal, instrumenty klawiszowe
- Tibor Bokor – wokal, gitara basowa
- Emil Lámer – gitara
- László Pólya – wokal, wiolonczela